# Manastigma milto
Manastigma milto är en fjärilsart som beskrevs av Frederick DuCane Godman och Osbert Salvin 1887. Manastigma milto ingår i släktet Manastigma och familjen juvelvingar. Inga underarter finns listade i Catalogue of Life.